# Орел (арменско списание)
Вижте пояснителната страница за други значения на Орел.
„Орел“ (Ardziv) е месечно списание на Арменското туристическо дружество „Ардзив“ в България.
Представлява илюстровано туристическо списание. Излиза в периода юни 1930 – март 1934 г. Първите четири броя се издават в печатница „Парос“ в София. Отговорен редактор е Баруир Мазлъмян. От брой 5 излиза в Пловдив, в печатница „Зарафет“ на К. Мардиросян, а след това на Т. Измирлян. Отговорен редактор е Томас Томасян, редактори са Г. Асарлъкян, А. Мхитарян и Т. Кеворкян. Заглавието на списанието е на арменски, български и френски език.